# Jorge Fandermole
Jorge Enrique Fandermole (né le 14 juin 1956 à Pueblo Andino, province de Santa Fe) est un auteur-compositeur-interprète argentin. Il est considéré comme l'un des artistes les plus remarquables de son pays et de sa province. Plusieurs chansons classiques de Fandermole, telles que Oración del Remanso et Canción del Pinar, deviennent des œuvres fondamentales du répertoire de la musique populaire argentine.

## Biographie
Jorge Fandermole apprend à jouer de la guitare dès l'enfance. Dans les années 1970, il s'installe dans la ville de Rosario. Dans les années 1980, il fait partie de la trova rosarina. En 1982, il commence à se produire en tant qu'artiste solo, interprétant ses propres chansons. En 1983, il enregistre son premier album, à la tête d'un groupe avec lequel il continue jusqu'en 1986. En 1987, il forme un quatuor avec Lucho González (guitare), Iván Tarabelli (claviers) et Juancho Perone (percussions). 
La Chambre des députés de la province de Santa Fe le déclare « interprète exceptionnel de la province ». Avec Liliana Herrero et Patricia Suárez, la ville de Rosario le nomme ambassadeur culturel du réseau Mercociudades.
Il participe à la création du label Ediciones Musicales Rosarinas (dépendant de l'Editorial Municipal de Rosario). Il enseigne aussi à l'école municipale de musique Juan Bautista Massa, dans la ville de Rosario. Parmi ses projets immédiats figure la sortie d'un album live avec Carlos Aguirre.
En 2014, il sort Fander son septième album, une anthologie de chansons du répertoire de ses premières éditions et un album de chansons inédites, qui remporte le prix Gardel du meilleur album de folk alternatif. Outre cette reconnaissance, la Fondation Konex lui décerne en 2015 le prix Konex Platinum en tant qu'auteur/compositeur de la décennie en musique populaire.

## Discographie
- 1983 : Pájaros de fin de invierno
- 1985 : Tierra, sangre y agua
- 1988 : Primer toque
- 1992 : Mitologías
- 1993 : Los trabajos y los días
- 1997 : Rosarinos
- 2002 : Navega
- 2005 : Pequeños mundos
- 2014 : Fander